# 隅田和麻
隅田和麻（日语：隅田 かずあさ，1977年—），日本漫畫家、插畫家。出身於群馬縣前橋市，現居住於秋田縣仙北郡美鄉町。已婚。

## 人物簡介
早年主要在成人漫畫領域活動，其後才轉移到一般漫畫領域。主要為原作遊戲或原創動畫等媒介的衍生漫畫負責作畫。

## 作品概覽
- FLOWER CRAW（短篇集，Coremagazine（日语：コアマガジン））※成人漫畫。
- 魔女之刃丈流，原名（編劇：小林靖子，《Champion RED》連載，秋田書店，全2冊）※原創動畫衍生漫畫。
- 月光嘉年華，原名（原作：Nitro+，《Champion RED》連載，秋田書店，全2冊）※原作遊戲衍生漫畫。
- 神狩鬼（原作：神野翁（日语：神野オキナ），《Fami通Comic Clear（日语：コミッククリア）》，enterbrain／KADOKAWA，全3冊）
- 牙鬥獸娘，原名（原作：村田真哉，《月刊Hero's》連載中，小學館Creative（日语：小学館クリエイティブ），已發行25冊）青文出版社

## 師承
- 青木鐵雄（日语：あおきてつお）

## 來源
1. ↑  . 隅田和麻的官方個人部落格.   [2017-10-18]. （原始内容存档于2020-08-01） （日语）.

## 外部連結
- Pink Drain （页面存档备份，存于） （日語）－隅田和麻的官方個人部落格。
- 隅田和麻的X（前Twitter） （日語）
- 隅田和麻的Facebook專頁 （日語）
- 隅田和麻的pixiv （日語）